# Stryj (Białoruś)
Stryj (biał. Стрый; ros. Стрий, Strij) – wieś na Białorusi, w obwodzie mińskim, w rejonie łohojskim, w sielsowiecie Krajsk. W 2019 roku liczyła 12 mieszkańców.